# Jos Nünlist
Jos Nünlist (* 17. Mai 1936 in Niedererlinsbach; † 27. September 2013 in Aarau) war ein Schweizer Maler, Grafiker und Autor.

## Leben und Wirken
Jos Nünlist wuchs in Niedererlinsbach auf, besuchte Schulen in Aarau und Solothurn, absolvierte eine Ausbildung zum Primarlehrer und war vier Jahre in diesem Beruf tätig. 1976 begann er, sich als Autodidakt mit der Bildenden Kunst, insbesondere der Malerei und Grafik, zu beschäftigen. Ausserdem wurde er schriftstellerisch tätig und verband seine Texte mit seinen Grafiken, Zeichnungen, Aquarellen und Holzschnitten.
Jos Nünlist hielt sich zu Studien für längere Zeit in Paris sowie in anderen europäischen Ländern auf. Er lebte in Aarau.

## Auszeichnungen
- 2006: Preis für Malerei des Kantons Solothurn[1]

## Ausstellungen
Einzelausstellungen
- 1978: Galerie Esther Hufschmid, Zürich
- 1983: Kunstmuseum Olten
- 1994: Originale aus Zeitlaub und neue Bilder, Kantonales Kulturzentrum Palais Besenval, Solothurn
- 1995: Kunstmuseum Solothurn
- 1998: Galerie Silvia Steiner, Biel, mit Christian Rothacher
- 2000: Galerie Hans-Trudel-Haus, Baden
- 2001: Werkstattgalerie J. Gloor & E. Vogel, Aarau
- 2007: Galerie Hans-Trudel-Haus, Baden

Gruppenausstellungen
- 1974: 11 Solothurner Künstler, Galerie Arte Arena, Dübendorf ZH und Kunstmuseum Olten
- 1984: Galerie Hartmann, St. Gallen, mit Heiner Kielholz, Christian Rothacher und Leo Walz
- 1985: Herzog, Nünlist, Roesch, Schärer, Suter, Winnewisser, Galerie Elisabeth Staffelbach, Lenzburg
- 1994: Aussenwelten – Innenwelten, Landschaft in zeitgenössischer Kunst, Kantonales Kulturzentrum Palais Besenval, Solothurn
- 2001: Ein Blick auf Solothurn: Kantonale Ankäufe 1990–2000, Kunstmuseum Solothurn
- 2002: Trudel-Haus Galerie, Baden
- 2007: Auswahl 07, Aargauer Kunsthaus, Jahresausstellung
- 2007: Olten um 1970 – die gloriosen Jahre, Stadthaus Olten
- 2007: Schwarz auf Weiss, Alte Fabrik Rapperswil-Jona (Sammlung Bosshard)
- 2007: Lust Kerne Buecher – Kuenstlerbuecher, Müllerhaus Lenzburg
- 2008: Auswahl 08, Aargauer Kunsthaus, Jahresausstellung
- 2008: Liebe auf den ersten Blick, Galerie Hans-Trudel-Haus, Baden

## Arbeiten im öffentlichen Raum
- Aargauer Kunsthaus
- Kulturstelle der Stadt Aarau
- Kunstkommission Baden
- Kunstmuseum Olten
- Kunst(Zeug)Haus Rapperswil-Jona, Sammlung Peter und Elisabeth Bosshard
- Kanton Solothurn

## Veröffentlichungen
- Martin Disler. Dossier: Arbeiten der 70er Jahre + Bilderzyklus „Februar '91“. Ausstellung vom 24. August bis 27. Oktober 1991. Texte: Martin Disler, Jos Nünlist, André Kamber.  Kunstmuseum Solothurn 1991, ISBN 3-906663-26-4.
- Zeitlaub. Texte, Zeichnungen und Aquarelle. Waldgut, Frauenfeld 1994, ISBN 3-7294-0093-2.
- Schlüsselblume. Gedichte und Holzschnitte. Waldgut, Frauenfeld 1999, ISBN 3-7294-0283-8.
- Zittergras. Texte und Bilder. Waldgut, Frauenfeld 2000, ISBN 3-7294-0294-3. (Rezension auf perlentaucher.de)
- Tränenstein Sonnenstern. Gedichte und Holzschnitte. Waldgut, Frauenfeld 2006, ISBN 3-03740-097-8.